# Miss North Dakota USA
Miss North Dakota USA es la competición oficial que escoge a la representante del estado de Dakota del Norte en el concurso de Miss USA. Dakota del Norte es uno de los estados menos exitosos en Miss USA tan solo con 4 representantes en semifinales. La posición más alta del estado en el concurso nacional la alcanzó en 2014 con Audra Mari quién quedó primera finalista de la ganadora Nia Sánchez del estado de Nevada. De acuerdo al reglamento de Miss USA si Miss USA gana Miss Universo la primera finalista asumirá el título de Miss USA, por lo que aún existe la posibilidad de que el estado tenga su primera reina nacional.
Anterior a 2014 Dakota del Norte no llegaba a semifinales desde 1996 con Juliette Spier quién finalizó en el top 6.

## Sumario
- Primera Finalista: Audra Mari (2014)
- Tercera Finalista: Judy Slayton (1966)
- Cuarta Finalista: Elizabeth Jaeger (1983)
- Top 6: Juliette Spier (1996)

- Datos: Q6877209